# Rabírio (epicurista)
Rabírio foi um epicuro do século I a.C. associado a Amafínio e Catio como um dos popularizadores iniciais da filosofia na Itália. Seus trabalhos sobre epicurismo foram os tratados filosóficos mais antigos escritos em Latim. Outros como Lucrécio, Amafínio e Rabírio são os únicos escritores epicuristas romanos nomeados por Cícero.
Em sua Academica, Cícero critica Amafínio e Rabírio de uma perspectiva elitista para seu estilo de prosa não-sofisticado, e diz que em seus esforços em introduzir filosofia para as pessoas comuns terminariam nada dizendo. Conclui indignadamente: "pensam que não existe a arte do discurso ou da composição." Embora Cícero em seus escritos seja, na maior parte das vezes, hostil em direção ao Epicurismo, seu caro amigo Ático era um epicurista e este comentário, ocorrendo dentro de um diálogo, foi atribuído ao interlocutor Varrão, não moldado como pertencendo à visão própria de Cícero.